# 덕종 (고려)
덕종(德宗, 1016년 6월 15일 (음력 5월 2일), 율리우스력 6월 9일 ~ 1034년 11월 6일 (음력 9월 17일), 율리우스력 10월 31일)은 고려의 제9대 고려 국왕(재위: 1031년 6월 23일 (음력 5월 25일), 율리우스력 6월 17일~ 1034년 11월 6일)이다.
휘는 흠(欽), 자는 원량(元良), 묘호는 덕종(德宗), 시호는 선효강명광장경강대왕(宣孝剛明廣章敬康大王), 능호는 숙릉(肅陵)이다. 현종과 원성왕후의 첫째 아들이다. 고려사에 따르면 덕종은 태어나면서부터 총명하고 지혜로웠으며, 천성이 굳세고 결단력이 있었다. 장성하여서는 벽돌을 밟기만 하여도 깨졌는데, 사람들이 덕이 두텁기 때문이라고 여겼다는 기록이 있다.

## 생애
1018년에 만 2세로 연경군(延慶君)에 봉해졌다가 1022년 5월에 만 6세로 태자 책봉되었다. 1031년 6월 현종 사후 중광전에서 왕위를 계승하였는데 총명한 탓에 즉위하고 나서 1개월간을 문하시중 서눌 공이 대리청정을 시행한 이후에는 서눌 공이 대리청정을 거두자마자 친정을 시행하였다.
덕종은 거란(契丹)에 사신을 보내어 거란이 압록강에 가설한 부교(浮橋) 및 보성(保城)을 파괴할 것과 고려인의 송환을 요구하였으나, 요 흥종이 이를 거부하자 하정사(賀正使)의 파견을 중지하였다. 또한 국경 지대인 삭주(朔州), 영인진(寧仁鎭), 파천(派川)에 성을 쌓았다.
이듬해 8월 평장사(平章事) 유소(柳韶)에게 명하여 압록강에서 영원(永遠) 등 14성을 거쳐 동해안의 도련포(都連浦)까지 천리장성(千里長城)을 축성하게 하자 동여진인(東汝眞人)과 거란인들의 투항이 속출하였다. 처음으로 국자감시(國子監試)를 실시하고, 왕가도를 감수국사(監修國史)로, 황주량을 수국사(修國史)로 삼아 현종 때 시작한 국사편찬사업을 완성하였다.
1034년 병석에 누웠으나 아들이 없었으므로, 동생 평양군에게 양위하고 19세의 나이로 사망했다. 능은 개경 북효(北效)에 있는 숙릉(肅陵)이다. 그동안 위치에 대한 기록이 소실되어 개성 북쪽 교외에 위치했을 것으로 추정되었다. 2016년 6월 28일 조선민주주의인민공화국은 개성시 해선리 소재지에서 북동쪽으로 4km 떨어진 곳에서 1릉과 2릉 총 2개의 왕릉을 발견해 그중 1릉이 숙릉으로 2릉이 주릉으로 확정되었다고 발표했다. 1릉(숙릉)의 크기는 남북 3.7ｍ, 동서 3ｍ, 높이 1.65~1.73ｍ이다.

## 가족 관계
| 1016년 6월 15일 (음력 5월 2일) 고려 개경 연경원 | 1034년 11월 6일 (음력 9월 17일) (18세) 고려 개경 정궁 연영전 |

|    |                                                   | 생몰년         | 부모                                              | 비고       |
| -- | ------------------------------------------------- | -------------- | ------------------------------------------------- | ---------- |
| 부 | 현종 顯宗                                         | 992년 - 1031년 | 안종 安宗 헌정왕후 황보씨 獻貞王后 皇甫氏         | 제9대 국왕 |
| 모 | 원성왕후 김씨 元成王后 金氏 원성왕태후 元成王太后 | 미상 - 1028년  | 김은부 金殷傅 안산군대부인 이씨 安山郡大夫人 李氏 |            |

| 시호  | 시호                        | 본관 | 생몰년        | 부모                                          | 비고                    |
| ----- | --------------------------- | ---- | ------------- | --------------------------------------------- | ----------------------- |
| 제1비 | 경성왕후 김씨 敬成王后 金氏 | 경주 | 미상 - 1086년 | 현종 顯宗 원순숙비 김씨 元順淑妃 金氏         |                         |
| 제2비 | 경목현비 김씨 敬穆賢妃 金氏 | 개성 | 미상          | 왕가도 王可道 개성군부인 김씨 開城郡夫人 金氏 | 현종 비 원질귀비의 동생 |
| 제3비 | 효사왕후 김씨 孝思王后 金氏 | 안산 | 미상          | 현종 顯宗 원혜왕후 김씨 元惠王后 金氏         |                         |
| 후궁  | 이씨 李氏                   | 부여 | 미상          | 이품언 李禀焉 미상                            | 정종비 용목왕후와 자매  |
| 후궁  | 유씨 劉氏                   | 충주 | 미상          | 유총거 劉寵居 미상                            |                         |

|   |                   | 생몰년 | 생모          | 배우자                      | 비고 |
| - | ----------------- | ------ | ------------- | --------------------------- | ---- |
| 1 | 상회공주 殤懷公主 | 미상   | 경목현비 김씨 | 미상                        | 조졸 |
| 2 | ▨▨공주            | 미상   | 유씨          | 검고태사 왕충 檢校太師 王忠 |      |

## 덕종이 등장하는 작품
《고려 거란 전쟁》 (KBS, 2023년~2024년, 배우: